# Summer Sixteen
Singles de Drake
Work
(2016) Come and See Me
(2016)
Summer Sixteen est un single du rappeur canadien Drake qui promotionne le quatrième album studio de Drake, Views. La chanson a été produite par Noah "40" Shebib, Boi-1da, Cubeatz et Brian Bennett.